# ライフサイクルアセスメント
ライフサイクルアセスメント (life-cycle assessment: LCA) とは製品やサービスに対する、環境影響評価の手法のこと。
「環境アセスメント」では、主に大規模開発等による環境への影響を予め評価することを目的とするが、「ライフサイクルアセスメント」では、主に個別の商品の製造、輸送、販売、使用、廃棄、再利用までの各段階における環境負荷を明らかにし、その改善策をステークホルダーと伴に議論し検討する。また、このような環境負荷の少ない商品の開発や設計については特に、『環境配慮設計』と呼ばれ、「環境工学」の一分野にもなっている。
また、代替製品や新製品の環境負荷を、既存の製品と比較し、より環境負荷の少ない製品、サービスへの切り替えを行う意思決定のツールでもある。近年では、カーボンフットプリントなど「環境負荷の見える化」のための指標を計算するためのツールとしても用いられている。

## LCAの手法
ISO14040/44ではLCAを、1. 目的・評価範囲の設定 2. インベントリ分析 3. 影響評価 4. 解釈 の4つのステージから構成されると規定している。
1. 目的・評価範囲の設定では、システム境界と機能単位、評価する環境負荷を決め、評価の目的を明らかにする段階である。システム境界は、評価するプロセスとその範囲のことである。機能単位とは、評価する単位である。機能単位の設定では、例えば、「車一台の生産」など製品単位だけではなく、「人一人を1km移動させること」などのサービス単位を設定することが出来る。
2. インベントリ分析とは、決定されたシステム境界内の製品のライフサイクルにおいてエネルギーや材料などがどれだけ投入され、また排気ガスや廃棄物がどれだけ放出されたかを分析することである。
3. 影響評価とは、様々な環境負荷（二酸化炭素などの温室効果ガス、窒素酸化物などの大気汚染物質、油などの水質汚濁物質）を、環境影響に換算（これを特性化という）することである。設定された目的と、評価範囲の投入排出項目をみて、適切に環境影響領域を選択することが必要である。定量化された複数の環境影響に重み付けを行った上で足し合わせ、統合化することもある。重み付けをどのようにするかは立場や考え方によって異なるため、ISO規格において重み付けは必須要素に含まれていない。
1.2.3の各段階で、LCA実行者とステークホルダーが情報の共有と意思疎通を行う。
4. 解釈が行われ、それぞれで、LCAを行うことの理解と、製品・サービスにかかわる環境負荷への理解が深まり、より適切な意思決定が目指される。

## LCAの歴史
1969年に米コカ・コーラ社がミッドウェスト研究所(現フランクリン研究所)に委託して行ったリターナブル瓶と飲料缶の環境負荷評価がLCAの基礎を築いたとされる。1972年にはイギリスにおいても飲料容器の製造エネルギー評価が行われている。1970年代には、1973年の第一次石油ショックもあり、現在のLCAに似たREPA (Resource and Environmental Profile Analysis) の研究が進められた。1984年にはスイスの生協であるミグロスが国とチューリッヒ工科大学と包装材料について共同研究を行った。ミグロスではLCAの結果に基づき製品の包装方法を改善している。1991年にはオランダのライデン大学が製品のライフサイクル分析のマニュアルを発行した。1996年にはスウェーデンの環境研究所とボルボが環境影響の経済評価手法を開発した。
日本では1995年（平成7年）に産官学の協力によりLCA日本フォーラムが設立され、データベースの必要性などがポリシーステートメントとしてまとめられた。それを受け、1998年（平成10年）度から2002年（平成14年）度に第1期LCAプロジェクト、2003年（平成15年）度から2005年（平成17年）度まで第2期LCAプロジェクトが実施された。これら一連のLCAプロジェクトを通じ、データベースの拡充、日本版被害算定型環境影響評価手法（LIME）、地域におけるLCAの応用などがなされた。また2004年（平成16年）には日本LCA学会が設立された。